# Margaretha von Schwerin
Hanna Fredrika Margaretha von Schwerin, född Uddenberg den 21 mars 1908 i Luleå, död 12 december 1998 i Stockholm, var en svensk skolgrundare och skolföreståndare. Hon tog initiativet till Skarhults hushållsskola på Skarhults slott 1944. Hon ledde skolan åren 1944–1954.

## Biografi
Margaretha von Schwerin föddes i Luleå och var nummer två i en syskonskara på fyra; hennes yngsta syster var skådespelaren Ann Mari Uddenberg. Då fadern maskiningenjören Carl-Eduard Uddenberg fick anställning vid Statens Järnvägar flyttade familjen 1910 till Kiruna. Där fick Margaretha von Schwerin lära sig läsa i en skola vid lokstallarna innan det 1913 var dags att flytta till Helsingborg. Efter fyra år där gick flyttlasset till Stockholm, där Margaretha von Schwerin började i Kungsholmens elementarskola. Efter ytterligare fyra år övergick hon till första ring i Åhlinska skolan. Hon konfirmerades privat i S:ta Annas församling utanför Söderköping. Där träffade hon sin blivande man Hans von Schwerin, som 1925 friade till henne. Under fem år var de hemligt förlovade och gifte sig i Tyska kyrkan i Stockholm 1931. Efter bröllopet bosatte de sig de i Lund, där dottern Louise föddes 1932 och sonen Werner 1934. Margaretha von Schwerin var hemmafru under åren fram till 1940, då familjen flyttade till Skarhults slott, som hennes man hade ärvt efter sin ogifta farbror. Då blev hon slottsfru och engagerade sig i allt vad därtill hörde.
På sommaren 1940 förordnades Hans von Schwerin till biträdande militärattaché vid beskickningen i Berlin, en tjänst som han tillträdde på hösten. Eftersom det tredje barnet Otto kom till världen i juli 1940 kunde Margaretha von Schwerin inte följa med. Hon stannade på Skarhult och båda barnen gick i Skarhults folkskola under hösten. Hennes make ville dock att hon skulle komma till Berlin och hjälpa honom med representationen. Till våren ordnades så att de två äldre barnen skickades till internatskolor, medan Otto med barnsköterska placerades hos hennes föräldrar, Hulda och Carl-Eduard Uddenberg i Bjärred. Hans von Schwerins förordnande som militärattaché kom att förlängas från åtta månader till tre år. 

### Skarhults hushållsskola
Så snart Margaretha von Schwerin kom hem till Skarhult igen visste hon vad hon ville satsa på. Idén kom från en släkting i Stockholm, grevinnan Marg von Schwerin, som var en av de drivande bakom Märthaskolan, där unga flickor utbildades i sömnadskonsten för att kunna sy kläder av god kvalitet. Marg von Schwerin drev även hushållsskola för ett fåtal flickor i sitt sommarhem Granbytorp utanför Sigtuna. Den leddes av äldsta dottern Ebba von Eckermann, som gärna ville bli befriad från sysslan. Marg von Schwerin, som väl kände till Skarhult, föreslog att Margaretha von Schwerin skulle ta hand om skolan. På slottet borde finnas gott om plats för cirka 20 elever.
Bottenvåningen i slottets östra flygel inreddes med våningssängar. Tornrummet möblerades som ett trevligt sällskapsrum. I västra flygelns tredje våning fick fyra flickor plats i ”Papegojan”, döpt efter ett spegelskåp med en påmålad papegoja, och tre i den så kallade Medeltiden, döpt efter väggen i rummet som var en del av medeltidens yttermur. I korridoren som ledde ut mot den blivande vävsalen iordningställdes två rum för de kommande lärarna. En skolkökslärare anställdes liksom en vävlärare. Märthaskolan bidrog senare med en lärare i sömnad när det blev aktuellt under terminen. Vävsalen var mycket stor och kunde rymma tio vävstolar.
Kursplanen gjordes upp med råd och anvisningar från Överstyrelsen för yrkesutbildning och från Fackskolan för huslig ekonomi i Uppsala. I en broschyr som senare gavs ut betonade Margaretha von Schwerin att antalet kvinnor som arbetade utanför hemmet ökade och att utbildning var viktigt, samtidigt som hon ansåg att kunskaper som rörde husmodersrollen också behövdes: ”Vi vill alla gärna, att den unga dottern ska ha ett yrke innan hon blir maka och mor, men vi vill också, att hon ska äga kunskap om ett hems skötsel och vård. Alla kategorier kvinnor behöver lära sig hushåll och hemvård – för sin egen, familjens och samhällets skull. Tillfälle att lära detta bjuder Hushållsskolan på Skarhult på.”
De som anmälde sig kunde gå antingen en husmoderskurs uppdelad på höst och vårtermin eller en sommarkurs på sex veckor. Den långa kursen omfattade undervisning i hushåll, vävning, handarbete, handtryck, klädsömnad, teoretisk barnavård, hemsjukvård, tvätt, samkväm och utfärder samt föreläsningar i litteratur, konst, musik och andra aktuella ämnen. Även särskild utbildning i tvätt fanns möjligheter till, eftersom Margaretha von Schwerin redan 1940 hade tagit initiativ till Brååns andelstvättinrättning för den omgivande bygden. Där kunde eleverna få en grundlig utbildning i tvätteri och i varm- och kallmangling.
Eleverna delades upp på två grupper, en som arbetade i köket och en i vävsalen. Var fjortonde dag bytte grupperna arbetsplats. Alla samlades dagligen till teoriundervisningen på de olika områdena. Varje vår avslutades med en vårmiddag med efterföljande dans med inbjudna fästmän och unga män från närliggande utbildningar.
Hushållsskolan öppnade hösten 1944 och blev snabbt mycket populär, inte minst genom de många reportage som under flera år skrevs i dagstidningar som veckotidningar. I en av artiklarna berättas att ”flickorna har alla förutsättningar att lämna slottsskolan som giftasvuxna och solbrynta skönheter”.
Redan före Skarhults hushållsskola hade Margaretha von Schwerin skapat en liten privat skola. Dottern Louise skulle få vistas hemma hos familjen efter att ha genomgått ständiga skolbyten. Margaretha von Schwerin satte in en annons efter en guvernant och fick snabbt svar. Undervisningen skulle följa Lunds kommunala flickskolas läsplan. Tre jämnåriga flickor inbjöds till skolan, som började i september 1943. Undervisningen pågick under två skolår 1943–1945 med reguljära lektioner i en särskilt ordnad skolsal med skolbänkar och en stor svart tavla.
Margaretha von Schwerin lämnade Skarhult 1954 efter skilsmässa från Hans von Schwerin. Hushållsskolan fortsatte ännu tre år men upphörde 1957 då Hans von Schwerin avled.

### Tiden efter Skarhult
År 1948 tog Margaretha von Schwerin initiativ till bildandet av en Zonta-förening i Malmö. Zonta International är än idag en aktiv, global kvinnlig organisation som motsvarar männens Rotary med medlemmar från olika yrken. Margaretha von Schwerin blev Malmöklubbens första president 1948–1951 och finns upptagen i medlemsregistret med yrket ”Föreståndare för hushållsskolan på Skarhult, Friherrinna”. Margaretha von Schwerin var mycket engagerad i klubbens verksamhet även sedan hon lämnade Skarhult och Skåne och flyttat till Stockholm. År 1954 gifte hon om sig med Hjalmar Carborn, verkställande direktör för AB Saltsjöqvarn, och bosatte sig i chefsbostaden vid kvarnen. Hon överförde sitt medlemskap från Malmöklubben till Zontaklubben Stockholm.
Efter att ha blivit änka i början av 1970-talet bodde hon i både Schweiz och Sverige.
Margaretha von Schwerin avled 1998. Hon är begravd på Skarhults kyrkogård.